# Turbinaria peltata
Turbinaria peltata är en korallart som först beskrevs av Eugen Johann Christoph Esper 1794.  Turbinaria peltata ingår i släktet Turbinaria och familjen Dendrophylliidae. IUCN kategoriserar arten globalt som sårbar. Inga underarter finns listade i Catalogue of Life.